# Rigsråd
Rigsrådet er et regeringsorgan 
Rigrådet var i middelalderen betegnelsen på de rigsorganer i Danmark, Sverige og Norge, hvor den øverste del af adelen og gejstligheden var repræsenteret. Medlemmerne af rigsrådet blev betegnet rigsråder.
Før indførelse af enevælden var de skandinaviske lande stort set valgkongedømmer, og den politiske magt var delt mellem kongen, adelen og kirken. Rigsrådet styrede landet sammen med kongen, og ikke mindst i Danmark kunne rigsrådet undertiden være mere indflydelsesrigt end kongen.

## Andre betydninger
Også andre vigtige forfatningsorganer har båret navn af rigsråd.

### Danmark
I 1855-1866 var Rigsrådet betegnelsen for et fælles parlament for de danske og tyske dele af det danske monarki, der blev indført ved Oktoberforfatningen. På grund af tysk modstand fik rådet dog ringe betydning, og i 1858 forlod Holsten og Lauenburg rådet. Det blev endeligt afskaffet i 1866, efter tabet af Slesvig i 1864.

### Weimarrepublikken
I Weimarrepublikken indførtes i 1919 ved den republikanske rigsforfatning et rigsråd som et nyt øverste rigsorgan ved siden af Rigsdagen som erstatning for det ophævede Forbundsråd.

### Andre lande
Det østrigske rigsråd, der fra først af blot var rådgivende, blev i 1860 lovgivende og udgjorde fra 1866 og indtil 1. verdenskrigs slutning det østrigske kejserriges lovgivende forsamling bestående af Herrehuset og Deputeretkammeret.
Det russiske rigsråd, der fra 1802 til 1906 var rigets øverste rådgivende kollegium, men som fra 1906 og indtil revolutionen 1917 var et førstekammer med besluttende myndighed jævnsides Rigsdumaen.